# Altica fruticola
Altica fruticola es una especie de  coleóptero de la familia Chrysomelidae. Fue descrita científicamente por primera vez en 1888 por Weise.